# Nysundbergets naturreservat, Strömsunds kommun
Nysundbergets naturreservat är ett naturreservat i Strömsunds kommun i Jämtlands län.
Området är naturskyddat sedan 2022 och är 47 hektar stort. Reservatet ligger väster om Trångvattnet och består av bergets nordöstsluttning med grandominerad granskog.